# Bell Rock Lighthouse
Der Leuchtturm Bell Rock (englisch Bell Rock Lighthouse) ist der älteste noch existierende Leuchtturm, der auf einem Felsen in der Nordsee steht. Er befindet sich 16,2 km südöstlich der Küste bei Arbroath im schottischen Verwaltungsgebiet Angus auf dem untermeerischen Felsen Bell Rock. 1998 wurde der Leuchtturm in den schottischen Denkmallisten in der Kategorie A aufgenommen.

## Geschichte
Der Felsen trägt den Namen Bell Rock, nachdem Mönche versucht hatten, herannahende Schiffe durch eine Glocke zu warnen. Der Glockenturm überdauerte jedoch in der stürmischen Nordsee nur ein Jahr. Der Felsen war der Ort zahlreicher Schiffsunglücke, da er im Schifffahrtsweg zur schottischen Stadt Dundee liegt und nur bei Ebbe für drei bis vier Stunden über die Wasseroberfläche hinausragt.
Der Leuchtturm wurde von dem schottischen Ingenieur Robert Stevenson errichtet, im Jahr 1811 fertiggestellt und ist am 1. Februar 1811 in Betrieb gegangen. Er gehörte zu den ersten Leuchttürmen, die mit rotierenden Lichtsignalen ausgerüstet waren. Der Leuchtturm hat eine Höhe von 35 Metern. Seit 1998 ist er unbemannt. Der Turm untersteht dem Northern Lighthouse Board. Den Familien der Leuchtturmwärter stand einst das heute als Signal Tower Museum betriebene Wohngebäude zur Verfügung, über das eine Kommunikation mit dem Leuchtturm möglich war.

## Konstruktion
Bei der Errichtung des Leuchtturmes stand man vor dem Problem, die gesamte Struktur auf einem Felsen zu errichten, der nur einige Stunden am Tag nicht von Wasser überspült ist. Frühere Versuche, derartige Seezeichen zu errichten, setzten daher auf hölzerne Konstruktionen, so auch auf dem Bell Rock. Die mangelnde Dauerhaftigkeit derartiger Bauten führte nach einem schweren Sturm im Jahr 1799 zu der Idee, dort einen Leuchtturm aus Stein zu errichten. Der Leuchtturmbauer Robert Stevenson führte im Jahr 1800 erste Erkundungsarbeiten auf dem Bell Rock durch. Aber erst nach einem verheerenden Schiffsunglück, bei dem das britische Linienschiff HMS York (Capt. Henry Mitford) mit allen Besatzungsmitgliedern sank, wurde 1804 die Entscheidung getroffen, mit dem Bau zu beginnen.

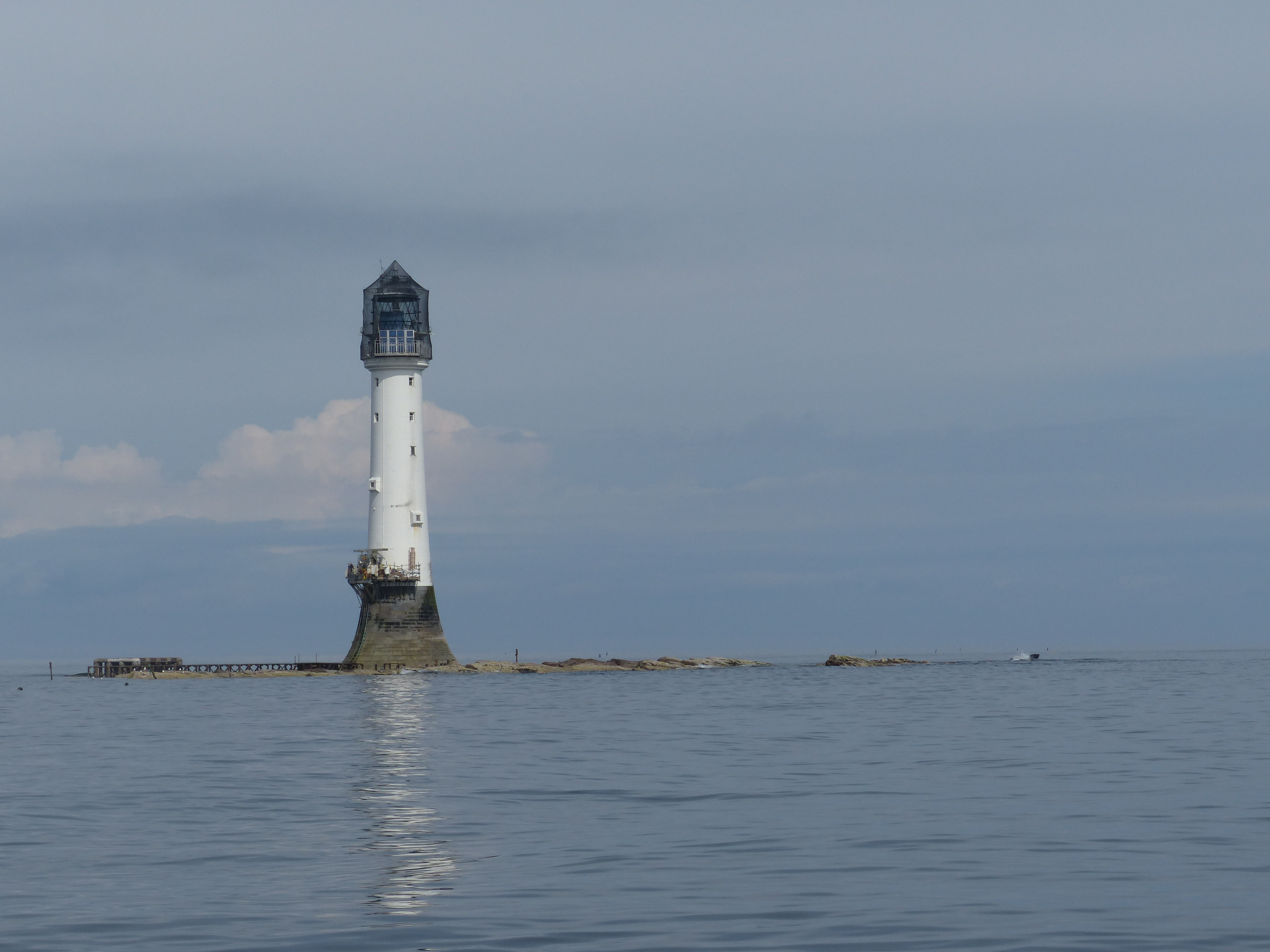
Der Leuchtturm bei Ebbe

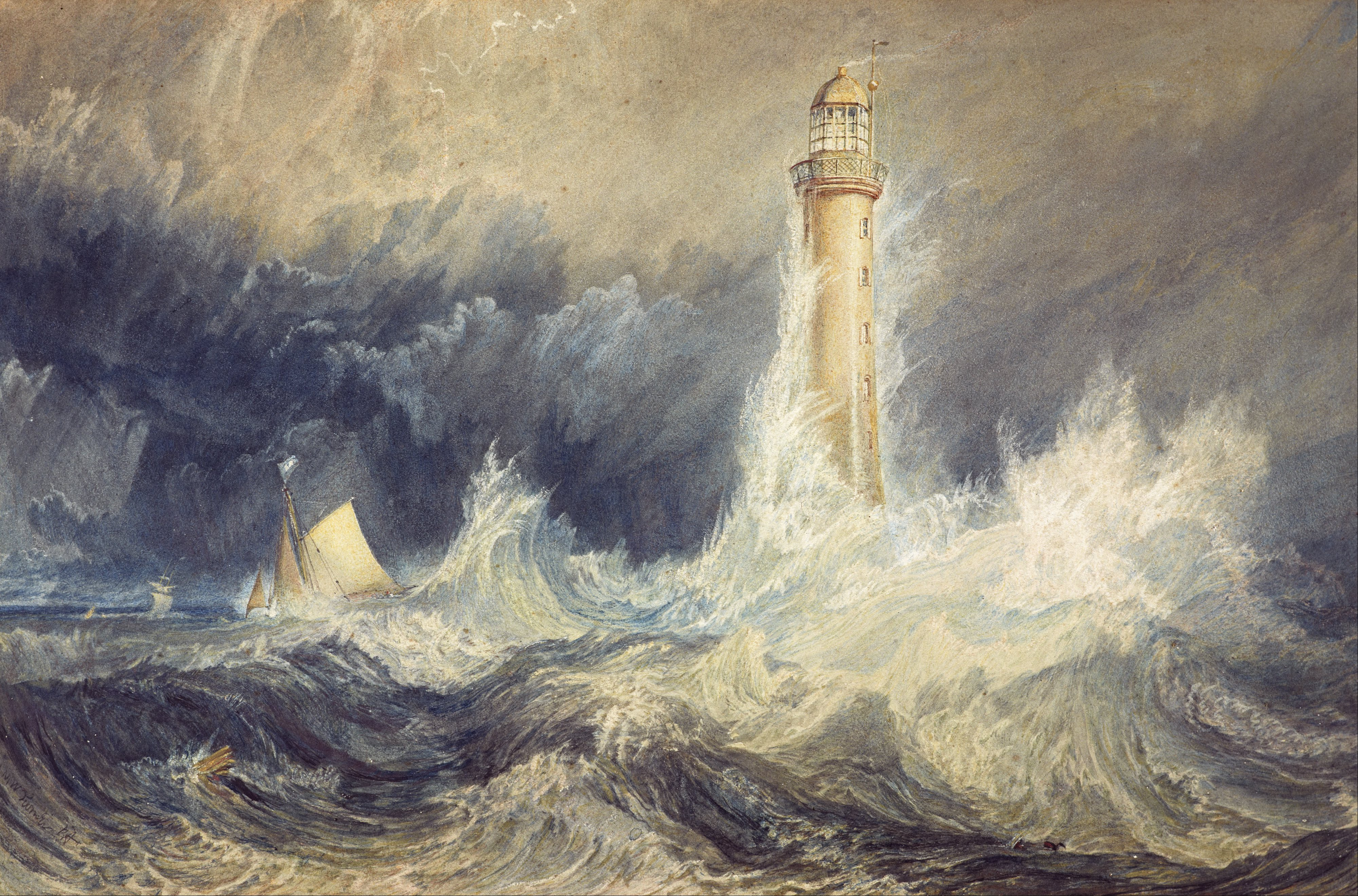
Bell Rock Lighthouse von William Turner

Die Lösung des Bauproblems fand sich bei der Konstruktion des Eddystone-Leuchtturms, der von John Smeaton in einer Art Bauklotztechnik erbaut worden war. Die Konstruktion besteht aus mit Keil- und Schwalbenschwanzformen ineinander verhakten Elementen, die, an Land vorgefertigt, schichtweise auf dem Bell Rock zusammengesetzt wurden. Die einzelnen Schichten wurden über eingelegte Steinquader miteinander verbunden.
Der Bau begann im Sommer 1807, wurde von Robert Stevenson errichtet, und ist am 1. Februar 1811 in Betrieb gegangen. Er gehörte zu den ersten Leuchttürmen, die mit rotierenden Lichtsignalen ausgerüstet waren. Der Leuchtturm hat eine Höhe von 35 Metern. Seit 1998 ist er unbemannt. Der Turm untersteht dem Northern Lighthouse Board. Den Familien der Leuchtturmwärter stand einst das heute als Signal Tower Museum betriebene Wohngebäude zur Verfügung, über das eine Kommunikation mit dem Leuchtturm möglich war.

## Kunst
Der englische Maler William Turner hat 1819 ein eindrucksvolles Gemälde des Leuchtturms in stürmischer See gemalt, das sich heute in Edinburgh, in der Scottish National Gallery befindet.

## Briefmarken und Geld
Die philatelistische Würdigung des Leuchtturms erfolgte 1998 in einer Serie von fünf Briefmarken davon der 43-Pence-Briefmarke mit dem Abbild von Bell Rock.
Eine numismatische Würdigung erfolgte anlässlich des 250. Jahrestag – Geburt von Robert Stevenson. Es wurden 2022 in einer Leuchtturm-Serie fünf Münzen von Jersey im Nominal von Two Pounds u. a. mit dem Abbild der Leuchttürme von Bell Rock, La Corbière, Trwyn Du, St. John's Point und Portland Bill  geprägt.
Münze Two Pounds mit Leuchtturm von Bell Rock, 2022

Link zum Bild